# (31612) 1999 GG6
1999 GG6 (asteroide 31612) é um asteroide da cintura principal. Possui uma excentricidade de 0.08214120 e uma inclinação de 9.17649º.
Este asteroide foi descoberto no dia 13 de abril de 1999 por Korado Korlević em Visnjan.